# 여양중학교
여양중학교(麗陽中學校)는 대한민국 전라남도 여수시 소라면 덕양리에 있는 사립 중학교이다.

## 학교 연혁
- 1966년 11월 19일 : 학교법인 춘당학원 설립 인가
- 1966년 11월 19일 : 춘당학원 초대 김주식 이사장(설립자) 취임
- 1967년 2월 21일 : 여양중학교 설립인가 및 개교
- 1970년 2월 28일 : 제1회 졸업식(128명)
- 2001년 3월 1일 : 9학급으로 학칙변경
- 2012년 1월 6일 : 급식실 준공
- 2016년 9월 12일 : 춘당관 준공
- 2019년 1월 10일 : 춘당학원 제11대 이점자 이사장 취임
- 2022년 3월 1일 : 제16대 김갑일 교장 취임
- 2025년 1월 10일 : 제56회 졸업식 15명(졸업생수 총수 9,217명)
- 2025년 3월 4일 : 입학(신입생 25명)

## 참고 자료
- 여양중학교 - 한국교육학술정보원 학교알리미